# روسباخ
روسباخ (بالألمانية: Rußbach) هي بلدة في منطقة كورنوبورغ في ولاية النمسا السفلى.